# Rémy (Pas-de-Calais)
Rémy ist eine französische Gemeinde mit 386 Einwohnern (Stand 1. Januar 2022) im Arrondissement Arras des Départements Pas-de-Calais. Sie liegt im Kanton Brebières und ist Mitglied des Kommunalverbandes Osartis Marquion. Nach Arras, das westlich liegt, sind es etwa 13 Kilometer (Luftlinie).
Das Gemeindegebiet wird im Süden vom Fluss Sensée durchquert, im Norden verläuft sein späterer Zufluss Cojeul.

## Weblinks

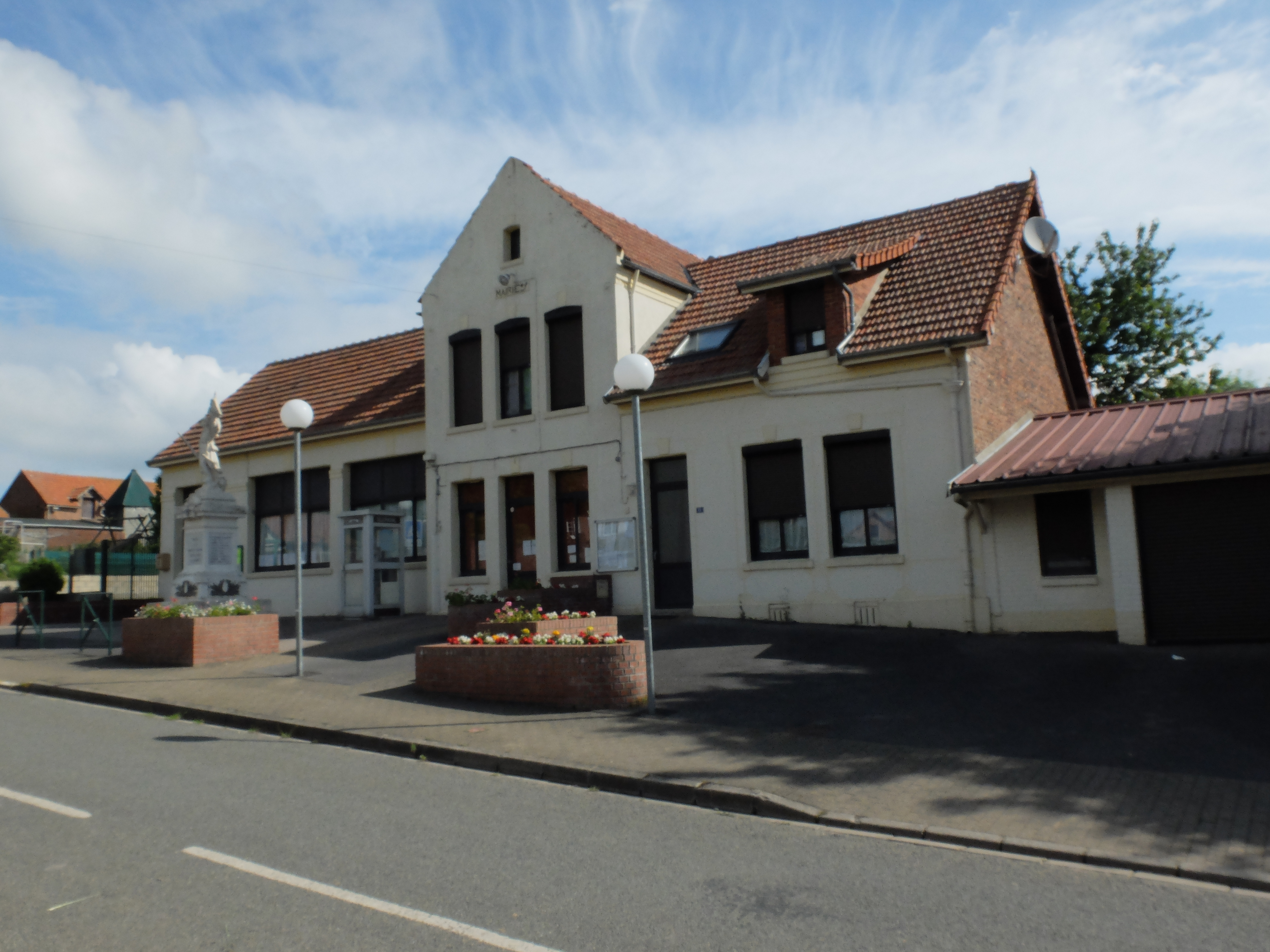
Mairie (Rathaus) Rémy

## Nachbargemeinden
|               | Boiry-Notre-Dame | Sailly-en-Ostrevent |
| Vis-en-Artois | Kompass          | Éterpigny           |
|               | Haucourt         |                     |

## Bevölkerungsentwicklung
| Jahr      | 1962 | 1968 | 1975 | 1982 | 1990 | 1999 | 2005 | 2015 |
| Einwohner | 176  | 151  | 178  | 213  | 254  | 265  | 245  | 360  |